# Dirty Loops
Dirty Loops – szwedzki zespół muzyczny założony w 2008 roku przez wokalistę Jonaha Nilssona, basistę Henrika Lindera i perkusistę Aarona Mellergardha.

## Historia

### Przed powstaniem zespołu
Zespół Dirty Loops powstał z inicjatywy trzech muzyków, którzy razem uczęszczali na zajęcia w gimnazjum Södra Latin w Södermalmie; Nilsson uczył się na kierunku teorii muzyki klasycznej, a Linder i Mellergårdh – na wydziale jazzu. Po ukończeniu nauki w szkole średniej zaczęli naukę na Królewskim Koledżu w Sztokholmie. Nilsson poza tym studiował muzykę na uniwersytecie w Bethel, a Linder jako dziecko uczęszczał do Szkoły Muzycznej im. Adolfa Fredrika.
Linder w wieku czterech lat rozpoczął naukę gry na fortepianie, a jako 13-latek zaczął grać na gitarze basowej, głównie za namową swojej pierwszej dziewczyny.
Nilsson zainteresował się śpiewaniem jako dziecko, do czego zainspirowali go rodzice, którzy byli członkami chóru Kościoła Katarzyny w Sztokholmie. W wieku 11 lat zaczął naukę gry na fortepianie, a w 2005 został zatrudniony jako wokal wspierający i pianista podczas trasy koncertowej Danny’ego Saucedo.

### Początki współpracy
Trio zaczęło współpracować ze sobą w 2008, kiedy to zaczęli wspólnie jamować. Podczas swojego pierwszego wspólnego grania muzycy przygotowali własną aranżację piosenki Rihanny „Don’t Stop the Music”, a w trakcie kolejnych spotkań pracowali nad kolejnymi coverami. Dwa lata później wydali cyfrowo własny cover piosenki Lady Gagi „Just Dance”, którym zdobyli zainteresowanie internautów. W lutym 2011 ich menedżerem został producent i autor tekstów Andreas Carlsson. We wrześniu tego samego roku wystąpili z Dannym Saucedo podczas muzycznej ceremonii rozdania nagród Rockbjörnen, a w połowie grudnia nagrali cover przeboju Justina Biebera „Baby”, dzięki któremu zdobyli międzynarodową rozpoznawalność.

### Rozwój kariery
W 2012 wylecieli do Stanów Zjednoczonych, gdzie rozpoczęli współpracę z piosenkarzem Brianem McKnightem, perkusistą Simonem Phillipsem i basistą Nathanem Eastem. W tym samym czasie podpisali kontrakt płytowy z Verve, będącą wytwórnią zależną Universal Music, której dyrektorem był David Foster, a także zaczęli tworzyć i nagrywać materiał na swoją debiutancką płytę. Album początkowo planowali wydać na początku 2013, jednak Loopified ostatecznie ukazał się kwietniu 2014 – najpierw w Japonii, w następnym miesiącu w Wielkiej Brytanii, a w sierpniu – w Stanach Zjednoczonych. Album został pozytywnie odebrany przez dziennikarzy muzycznych, zyskał opinię „doskonałości uwiecznionej na płycie”, a także „przebojowego, ale zarazem intrygującego”, „świetnie wyprodukowanego krążka” z „wpadającym w ucho instrumentarium”, „ekspresyjnym wokalem (...) obdarzonego niespotykanym talentem (...) Johana Nilssona”.
W ramach trasy promocyjnej zespół zagrał koncerty po krajach europejskich, Ameryce Północnej i Południowej oraz w Japonii. Album promowali singlami: „Hit Me” i „Sexy Girls” oraz coverem utworu Aviciiego „Wake Me Up!”. Na amerykańskim wydaniu płyty umieścili także cover przeboju Adele „Rolling in the Deep”.
W kwietniu 2014 zagrali pierwszy koncert w Polsce, wystąpili w klubie „Palladium” w Warszawie. W październiku tego samego roku zagrali na One Music Festival w Warszawie.
W marcu 2015 wystąpili jako goście specjalnie w finale programu Melodifestivalen 2015, w którym zaprezentowali cover utworu Sanny Nielsen „Undo”. Pod koniec stycznia 2017 ogłosili zawieszenie działalności z powodu „bardzo wolnego tempa tworzenia drugiej płyty” i „różnic kreatywnych”. W czerwcu tego samego ogłosili kilka dat koncertów, które zagrali w Bułgarii, Korei Południowej i Japonii.

## Dyskografia

### Albumy studyjne
- Loopified (2014)